# 爱德华多·包洛奇

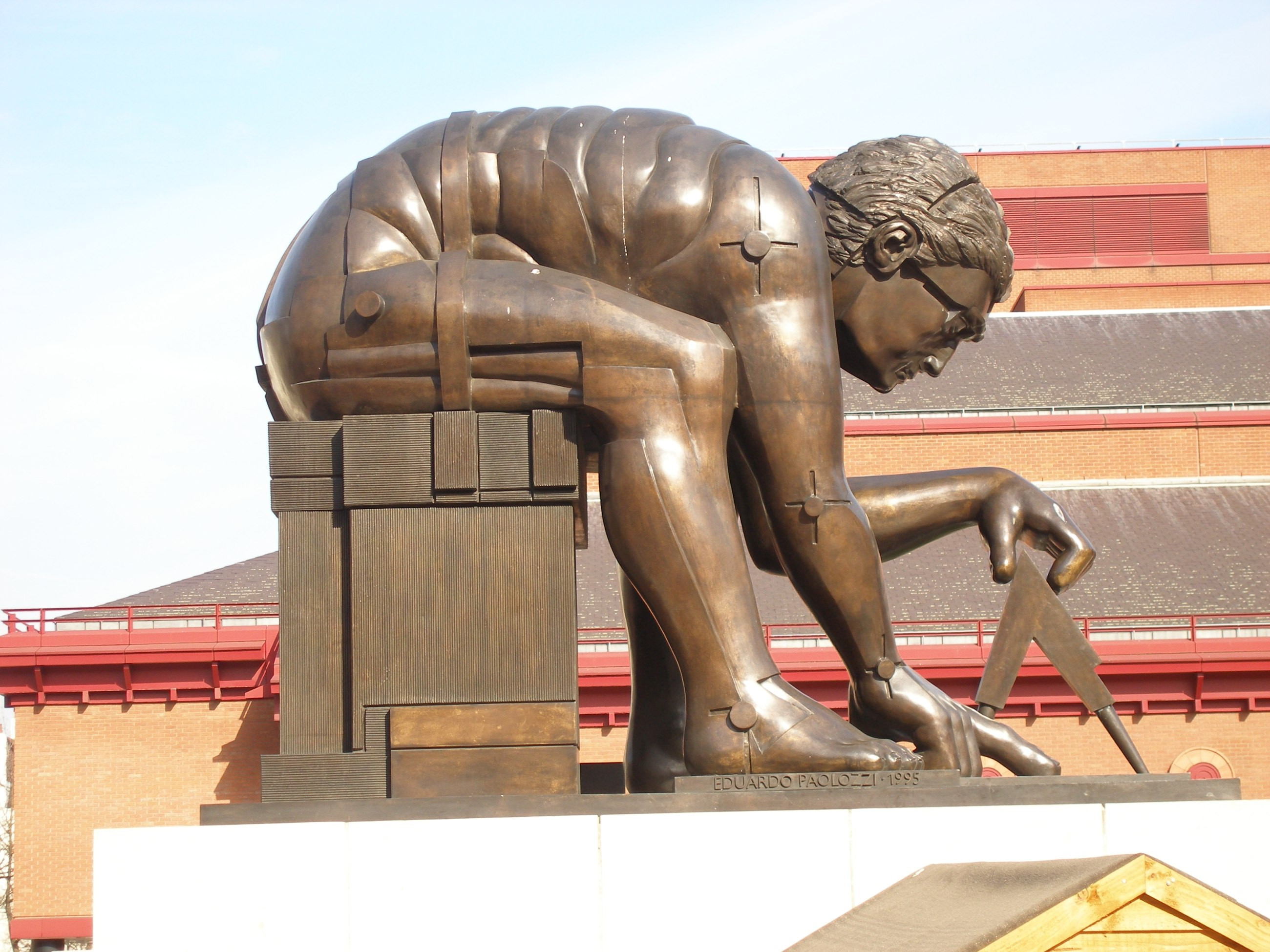
1995年作品《牛頓》，仿多雷

爱德华多·包洛奇爵士，CBE（Sir Eduardo Paolozzi，1924年3月7日—2005年4月22日）意大利裔英国雕塑家。
包洛奇1924年生于苏格兰利斯。1968年获CBE, 1979年获选英国皇家学院院士，1986年起任职‘为苏格兰之女皇常任雕塑家’（Queen's Sculptor in Ordinary for Scotland），1989年获骑士衔。他有数个荣誉博士头衔，包括出自剑桥大学的。
包洛奇被认为是亨利·摩尔之后挣脱其影响的最早一批英国雕塑家之一。拼贴是他作为版画家与雕塑家共用的工作方法。他最早的拼贴创作可以追溯到1950年代早期。在1952年独立团体的首次会议中，他将其大量拼贴画投影于屏幕。这些拼贴传达了一种激进的新美学，为1950年代末兴盛的波普艺术奠基。
晚期雕塑创作带有古典趣味，而依旧应用拼贴-组装之策。
包洛奇在一座疗养院度过暮年，此时，他腰部以下瘫痪，也无法说话。他生前最后一次露面，是去世前数日出席于伦敦Flowers East画廊为其举行的1972-2000作品回顾展。

## 个人生活
- 1951年娶妻Freda Elliot, 纺织品设计师，1988年离婚。
- 3个女儿：Louise, Anna和Emma。
- 助手Marlee Robinson

## 作品
- 1951 不列颠节喷泉设计
- 1953 汉堡花园展喷泉设计
- 1965 As Is When，受维特根斯坦生活与著作启发所作之12件丝网版画
- 1967 Moonstrips Empire News， 丝网版画
- 1980年代 Tottenham Court Road地铁站的马赛克装饰
- 1995 牛顿像（雕塑），大英图书馆庭院
- ? 渔人（Piscator）（雕塑），幽思敦车站(Euston Station)

## 教席
- 1968年- 英国皇家艺术学院(Royal College of Art)
- 1977年-1981年 教授 科隆Cologne Fachhochschule
- -1994年 教授 慕尼黑艺术学院

## 展览
- 1947年 个展，Mayor Gallery, 伦敦
- 1952年 威尼斯双年展
- 1953年 生活与艺术的平行（Parallel of Life And Art), 伦敦
- 1956年 这就是明天（This Is Tomorrow)，伦敦
- 1959年 人的新形象（New Images of Man),MoMA, 纽约
- 1959年 卡塞尔文献展
- 1960年 回顾展，英国馆，威尼斯双年展
- 1971年 回顾展，泰特画廊，伦敦
- 2005年 回顾展（1972-2005），Flowers East画廊， 伦敦